# El sueño (álbum)
El Sueño es un álbum del grupo peruano Voz Propia editado en 1990.

## Historia
A comienzo de 1990, Voz Propia no tenía muchas posibilidades de volver a editar una nueva producción por cuestiones económicas. Sin embargo los miembros de VP conocieron a Manuel Villavicencios "Mañuco", propietario de la legendaria discoteca No Helden, uno de los pocos sitios de reunión de la movida subterránea de Lima, a quien le alcanzaron su anterior producción, el casete No Puedo Irme. Estando Villavicencios de viaje por Nueva York, les escribe una carta diciéndoles su interés en producirles algo si es que había canciones nuevas. Ante la respuesta positiva y al regreso a Lima de Villavicencios, los Voz Propia se pusieron manos a la obra.
En el mes de mayo se grabaron algunos demos en el estudio Astros. Luego en el mes de septiembre (en el horario de madrugada, que era el más económico) se grabó la totalidad del álbum en el estudio Amigos.
Era la primera vez que Voz Propia disponía de un estudio de grabación en el que podría explorar las posibilidades de un mejor sonido y de una identidad musical acorde con sus expectativas. El romanticismo y lirismo que aflora de sus nuevos temas se debió, no solo al uso de los excelentes arreglos de teclados por Aldo Lucioni y los efectos de guitarra usados por Raúl Montañez, si no al buen manejo del estudio de grabación.
A pesar de estas ventajas, Villavicencios no quedó conforme con lo grabado hasta ese momento, pues pensaba que el grupo mantendría el sonido aguerrido expuesto en No Puedo Irme, por lo que las sesiones de grabación se redujeron. Por ello solo se grabaron solo 6 temas en el estudio Amigos, por lo que a la edición del casete se  añadieron 2 temas maquetados en el estudio Astros para poder llegar a las 8 pistas.
Fue así que en diciembre de 1990 El Sueño salió a la venta en el pequeño circuito subterráneo de Lima. Su edición fue muy bien recibida por los seguidores de Voz Propia y por el poco público de la movida under que quedaba luego de los revoltosos años ochenta. Para la ocasión se organizó una concurrida presentación en un local del distrito de Miraflores, después del cual el grupo se separaría, hasta mediados de 1993 en que Miguel Ángel y Ulises deciden unir fuerzas para grabar su cuarta producción: Hastío.
El Sueño es un hito en la evolución vozpropiana, pues en adelante toda su música haría referencia a este álbum. Además varios de sus temas quedarían como himnos indiscutibles dentro del repertorio de Voz Propia como "Llevame", "Tiempos", el que da título al disco, entre otros; así como de entregar remozadas versiones de clásicos como "No Puedo Irme" y "Hacia Las Cárceles".
Esta grabación marcaría la despedida del grupo de Aldo Lucioni (quien al parecer no volvería a la música) y de Carlos Fernández (quien luego formaría la banda dark Deckadas y el grupo pop Los Zopilotes).

## Reedición
A mediados de julio del 2003, Voz Propia empezó a reeditar en disco compacto sus anteriores producciones editadas en casete. En noviembre de ese año se reeditó El Sueño, que para la ocasión fue digitalizado y masterizado por Luis "Wicho" García en el estudio Villa Ruby en agosto del 2002. Aparte de tener 4 temas extras (no disponibles hasta entonces), el disco presenta un renovado diseño gráfico con respecto al de 1990, en el que se aprecian fotografías del grupo correspondientes a esos años.
En el disco también se incluye una emotiva dedicatoria escrita por Miguel Ángel:

DEDICATORIA: Dedicado a toda la generación del rock subterráneo, quienes participaron y vivieron en la segunda mitad de los peligrosos y movidos años ochenta, consolidando una escena a base de conciertos, producciones musicales, publicaciones y, lo más importante: sueños. A los músicos, y a los no músicos, a los que están y a los que se fueron.
M. A. Vidal

## Créditos
- Producido por Voz Propia y Manuel Villavicencios.
- Grabado en estudio Amigos, septiembre de 1990 y en estudio Astros, mayo de 1990.
- Digitalizado y masterizado por Luis García en los estudios Villa Ruby, agosto de 2002.
- Personal:

- Miguel Ángel Vidal T.: Voz

- Raúl Montañéz M.: Guitarras

- Carlos Fernández: Bajo

- Aldo Lucioni: Teclados

- Ulises Quiroz: Batería y coros

## Listado de canciones
Todas las canciones escritas por Miguel A. Vidal T, excepto donde se indique. Todos los temas grabados en el estudio Amigos, excepto los marcados con * que fueron grabados en el estudio Astros. 

### Edición 1990
Lado A:
1. El Sueño - 03:22
2. Tiempos - 04:10
3. Ella - 02:53
4. Llévame - 03:18

Labo B:
1. Sin Temor (música y letra: Ulises Quiroz) - 03:17
2. No Puedo Irme - 04:03
3. El Sueño * - 03:28
4. Rostros * (música y letra: Raúl Montañéz M.) - 02:45

### Reedición 2003
1. El Sueño - 03:22
2. Tiempos - 04:10
3. Ella - 02:53
4. Rostros * - 02:45
5. Llévame - 03:18
6. Sin Temor - 03:17
7. No Puedo Irme - 04:03
8. El Sueño * - 03:28

Pistas adicionales:
1. Tiempos * - 03:09
2. Ella * - 02:47
3. En El Valle * (música y letra: Aldo Lucioni) - 02:34
4. Hacia Las Cárceles * - 03:52

En esta reedición el orden de las canciones en el disco no corresponde con la cubierta. En esta lista aparece tal y como se suceden en el disco.